# Dragan Stevanović
Dragan Stevanović (* 16. August 1971 in Belgrad) ist ein serbischer Fußballtrainer und ehemaliger Fußballspieler.

## Karriere

### Spieler
Stevanović wechselte 1997 aus seiner Heimat vom FK Rad Belgrad zum Bundesligisten VfL Wolfsburg nach Deutschland. Im System von Trainer Willi Reimann war Sturmkollege Stefan Meissner gesetzt, so dass für Stevanović meistens nur die Möglichkeit blieb, sich als Ergänzungsspieler einzubringen. Er absolvierte 15 Einsätze, dabei wurde er jeweils sieben Mal ein- und ausgewechselt. Er trug mit einem Tor zum Erreichen des 14. Platzes in der Abschlusstabelle bei. Die Wölfe sicherten sich damit mit einem Punkt Vorsprung den Klassenerhalt.
Für Stevanović öffnete sich zur Saison 1998/99 in neues Kapitel in seiner Profikarriere. Er wechselte in die 2. Bundesliga zum FC St. Pauli. Für die Hamburger bestritt er sechs Spiele und erzielte zwei Tore. Nach der Spielzeit wechselte er für ein halbes Jahr zu seinem alten Verein FK Rad Belgrad, anschließend spielte er ein Jahr bei Roter Stern Belgrad, unter anderem in der Champions-League-Qualifikation und dem UEFA Cup. Danach kehrte er erneut für ein Jahr zum FK Rad Belgrad zurück. Er spielte danach noch für Apollon Smyrnis und FK Radnički Obrenovac.

### Trainer
Stevanović übernahm am 14. September 2018 das Traineramt beim serbischen FK Rad Belgrad in der Hauptstadt Belgrad. Hier stand er bis zum 19. Februar 2019 unter Vertrag. Am 1. Juli 2019 wurde er Trainer beim FK Omladinac Novi Banovci. Nach einem Jahr wurde sein Vertrag nicht verlängert. Vom 16. September 2020 bis 16. November 2020 war er Trainer beim Zweitligisten FK Budućnost Dobanovci in Dobanovci.